# Liste der Angehörigen der Staatlichen Akademie der Bildenden Künste Stuttgart
Diese Liste der Angehörigen der Staatlichen Akademie der Bildenden Künste Stuttgart führt die Mitglieder mit ihren Fachbereichen auf, die als Lehrkraft oder Studierende an der Staatlichen Akademie der Bildenden Künste Stuttgart tätig waren oder sind, einschließlich der Ehrenmitglieder und Ehrensenatoren sowie der vom Holocaust betroffenen Personen.

## Aktuell Lehrende (hauptamtliche Professoren)

### Fachgruppe Kunst
- Heba Y. Amin, Digitale und zeitbasierte Kunst
- Andreas Bauer, i.V., Teilstudiengang Intermediales Gestalten
- Thomas Bechinger, Glasgestaltung und Malerei
- Rolf Bier, Allgemeine Künstlerische Bildung
- Reto Boller, Malerei
- Birgit Brenner, Installation
- Sunah Choi, i.V., Bildhauerei
- Keti Chukhrov, i.V. Kunstvermittlung und Ästhetik
- Sam Durant, Bildhauerei
- Cristina Gómez Barrio, Körper, Theorie und Poetik des Performativen
- Hanna Hennenkemper, Allgemeine Künstlerische Bildung
- Sofia Hultén, Bildhauerei
- Christian Jankowski, Bildhauerei (Installation, Performance, Video)
- Michael Lüthy, Kunstgeschichte der Moderne und der Gegenwart
- Alisa Margolis, Malerei und Aktzeichnen
- Wolfgang Mayer, Körper, Theorie und Poetik des Performativen
- Mariella Mosler, Bildhauerei und Keramik (Raumbezogene Formprozesse)
- Andreas Opiolka, Allgemeine Künstlerische Bildung
- Katrin Plavčak, Malerei und Zeichnung
- Ricarda Roggan, Fotografie
- Katrin Ströbel, Freie Grafik
- Johanna Tewes, Kunstdidaktik und Bildungswissenschaften
- Bettina Walter, Kostümbild
- Martin Zehetgruber, Bühnenbild

### Fachgruppe Architektur
- Anne Bergner, Grundlagen des Konstruierens/Möbel, Raum und Material
- Mark Blaschitz, Wohnbau und Grundlagen des Entwerfens
- Stephan Engelsmann, Konstruktives Entwerfen und Tragwerkslehre
- Ole W. Fischer, Architektur- und Designgeschichte, Architekturtheorie
- Fabienne Hoelzel, Entwerfen und Städtebau
- Bettina Kraus, Entwerfen Architektur
- Fahim Mohammadi, Grundlagen der Gestaltung
- Marianne Mueller, Entwerfen Architektur und Gebäudetypologie
- Matthias Rudolph, Gebäudetechnologie und klimagerechtes Entwerfen
- N.N., Entwerfen Architektur/Innovative Bau- und Raumkonzepte

### Fachgruppe Design
- Veronika Aumann, Textildesign
- Anne Bergner, Grundlagen des Konstruierens/Möbel, Raum und Material
- Uli Cluss, Kommunikationsdesign
- Daniel Martin Feige, Philosophie und Ästhetik
- Uwe Fischer, Industrial Design
- Ulrike Myrzik, Fotografie
- Fahim Mohammadi, Grundlagen der Gestaltung
- Aylin Langreuter, Industrial Design
- Christophe de la Fontaine, Industrial Design
- Lucienne Roberts, Kommunikationsdesign (Schwerpunkt Editorial Design)
- Gerwin Schmidt, Kommunikationsdesign (Schwerpunkt Schrift und Typografie)
- Patrick Thomas, Kommunikationsdesign
- Marcus Wichmann, Kommunikationsdesign (Schwerpunkt Grundlagen)

### Fachgruppe Konservierung-Restaurierung
- Irene Brückle, Restaurierung von Grafik, Archiv und Bibliotheksgut
- Nils Büttner, Mittlere und Neue Kunstgeschichte
- Andrea Funck, Restaurierung von archäologischen, ethnologischen und kunsthandwerklichen Objekten
- Christoph Krekel, Archäometrisches Labor (Institut für Technologie der Malerei)
- Roland Lenz, Konservierung und Restaurierung von Wandmalerei, Architekturoberfläche und Steinpolychromie
- Michael Lüthy, Kunstgeschichte der Moderne und der Gegenwart
- Wibke Neugebauer, Restaurierung von Gemälden und gefassten Skulpturen
- Anna von Reden, Restaurierung von Gemälden und gefassten Skulpturen
- Nadja Wallaszkovits, Konservierung und Restaurierung Neuer Medien und Digitaler Information

### Fachgruppe Kunstwissenschaften-Ästhetik
- Nils Büttner, Mittlere und Neue Kunstgeschichte
- Keti Chukhrov, i.V. Kunstvermittlung und Ästhetik
- Daniel Martin Feige, Philosophie und Ästhetik
- Ole W. Fischer, Architektur- und Designgeschichte, Architekturtheorie
- Michael Lüthy, Kunstgeschichte der Moderne und der Gegenwart
- Johanna Tewes, Kunstdidaktik und Bildungswissenschaften

## Bekannte ehemalige Professoren und ihr Lehrgebiet (Auswahl)
- Albrecht Ade, 1976–1991, Grafikdesign
- Heinrich Altherr, 1913–1939, 1919–1921 Direktor der Württ. Akademie der bildenden Künste, Malerei
- Albrecht Appelhans, 1962–1969, Malerei
- Fritz Auer, 1993–2001, Entwerfen
- Horst Bachmayer, 1966–1997, Werken
- Wilhelm Bäumer, 1869–1870, Stilkunde
- Gerhard Banik, 1990–2008, Restaurierung und Konservierung von Graphik, Archiv- und Bibliotheksgut
- Otto Baum, 1946–1965, Bildhauerei
- Herbert Baumann, 1965–1990, Bildhauerei
- Willi Baumeister, 1946–1955, Malerei
- Moritz Baumgartl, 1976–2000, Allgemeine künstlerische Ausbildung
- Johann Wilhelm Beyer, 1761–1767, Malerei
- Gunter Böhmer, 1960–1976, Freie Grafik und Illustration
- Hermann Brachert, 1946–1956, Bildhauerei
- Robert Breyer, 1914–1933, Malerei
- Jürgen Brodwolf, 1982–1994, Bildhauerei
- Walter Brudi, 1949–1973, Buchgrafik und Typografie, Leiter des Instituts für Buchgestaltung
- Holger Bunk, 1992–2020, Malerei und Aktzeichnen
- Peter Chevalier, 1992–2019, Malerei
- David Chipperfield, 1995–2000, Architektur/Entwerfen
- Johann Vincenz Cissarz, 1906 Lehrauftrag für künstlerische Buchausstattung an der K. Kunstgewerblichen Lehr- und Versuchswerkstätte, 1909 Ernennung zum Professor, 1913–1916 Leiter der Fachabteilung für graphische Künste und Buchgewerbe der K. Kunstgewerbeschule
- Paul Gottfried Christaller, 1886–?, Fachzeichnen und Entwerfen, Wachsmodellieren, Ziselieren
- Felix Cziossek, 1941–1945, Bühnenbild, Festgestaltung, Theaterkostüm
- Johann Heinrich Dannecker, 1790–1794, Bildhauerei
- Rudolf Daudert, 1947–1972, Allgemeine künstlerische Ausbildung
- Johann Friedrich Dieterich, 1829–1846, Historienmalerei
- Friedrich Distelbarth, 1829–1836, Bildhauerei
- Adolf von Donndorf, 1876–1910, Bildhauerei
- Hans Dreher, 1984–1996, Grundlagen der Gestaltung für Architektur, Investitionsgüterdesign, Produktgestaltung
- Paul Uwe Dreyer, 1972–2005, Malerei
- Alexander Eckener, lehrte von 1908 an Kupferstechen und Radierung, 1912 Ernennung zum Professor; 1925 betraute man ihn mit der Leitung der Akademie. Dieses Amt legte Eckener 1928 nieder, lehrte aber noch bis zu seiner Pensionierung 1936. Meisterschüler von Leopold von Kalckreuth, Bruder des Luftschiffers Hugo Eckener.
- Heinz Edelmann, 1986–1996, Grafikdesign (Illustration)
- Wilhelm von Eiff, 1921–1943, Glas- und Edelsteinbearbeitung
- Marianne Eigenheer, 1997–2007, Malerei und freie Grafik
- Hans Martin Erhardt, 1970–1971, Malen und Zeichnen (Lehrstuhlvertretung)
- Arthur Fauser, 1961–1961, Malerei (Rücktritt vom Lehramt)
- Reinhard Ferdinand Heinrich Fischer, 1771–1794, Architektur („Civilbaukunst“)
- Erich Feyerabend, 1938–1945, Holzschnitt, 1940–1942 Direktor (stellvertretend für Fritz von Graevenitz)
- William Firebrace, 1997–2006, Grundlagen der Gestaltung
- Klaus Franz, 1975–1990, Baukonstruktion
- Nicolas Fritz, 1996–2016, Entwerfen, Architektur und Gebäudetechnologie
- Eugen Funk, 1949–1976, Werbegrafik und Schrift
- Heinrich Funk, 1854–1876, Landschaftsmalerei
- Wolfgang Gäfgen, 1983–2002, Freie Grafik und Malerei
- Rainer Ganahl, 2006–2022, Bildhauerei – Material- und Raumkonzeption auch unter Einbeziehung Neuer Medien
- Fritz Genkinger, 1970–1971, Malerei (Lehrstuhlvertretung)
- Adolf Gnauth, 1870–1872, Stilkunde
- Gerhard Gollwitzer, 1946–1968, Allgemeine künstlerische Ausbildung, Leiter der Kunsterzieherausbildung
- Gottfried Graf, 1920–1938, Grafik (Holzschnitt)
- Fritz von Graevenitz, 1937–1945, Bildhauerei, 1938–1945 Direktor (mit Unterbrechung), auf der „Gottbegnadeten-Liste“ des NS-Staates
- Peter Grau, 1968–1994, Allgemeine künstlerische Ausbildung
- Carlos Grethe, 1899–1913, Malerei
- Hermann Gretsch, Gestalter, NS-Kulturfunktionär, 1940–1941 Direktor der Staatl. Württ. Kunstgewerbeschule, 1941–1945 stellvertr. Direktor der Staatlichen Akademie der bildenden Künste Stuttgart, auf der „Gottbegnadeten-Liste“ des NS-Staates
- Dieter Groß, 1972–2002, Allgemeine künstlerische Ausbildung, Leiter der Kunsterzieherausbildung
- Jakob Grünenwald, 1877–1896, Zeichnen
- Nicolas Guibal, 1761–1784, Malerei, Kunsttheorie
- Cordula Güdemann, 1995–2021, Malerei
- Carl von Häberlin, 1869–1885, Genremalerei
- Ludwig Habich, 1910–1937, 1918–1919 Direktor der Württ. Akademie der bildenden Künste, Bildhauerei
- Rudolf Haegele 1965–1992, Malerei
- Adolf Friedrich Harper, 1761–1794, Malerei
- Robert von Haug, 1894–1922, Malerei, 1902–1912 Direktor der K. Akademie der bildenden Künste
- Robert Haussmann, 1986–1998, Innenarchitektur
- Paul Haustein, 1905–1907 Hilfslehrer für das Metallfach an der K. Kunstgewerblichen Lehr- und Versuchswerkstätte, 1907–1944 Professor für Metallkunst an der K. Kunstgewerblichen Lehr- und Versuchswerkstätte bzw. K. (seit 1918: Staatl.) Württ. Kunstgewerbeschule, 1938–1940 deren stellvertr. Direktor
- Viktor Wilhelm Peter Heideloff, 1790–1794, Malerei
- Klaus Heider, 1970–1971, Malerei (Lehrstuhlvertretung)
- Peter Otto Heim, 1942–1962, Bildhauerei
- Erwin Heinle, 1965–1981, Architektur Hochbau
- Manfred Henninger, 1949–1961, Malerei
- Mike Hentz, 2003–2008, Intermediales Gestalten
- Ludwig von Herterich, 1896–1898, Porträtmalerei
- Philipp Friedrich Hetsch, 1787–1794, Malerei
- Johannes Hewel, 1993–2009, Glasgestaltung und Malerei
- Karl Hils, 1946–1955, Bildhauerei, Werken
- Herbert Hirche, 1949–1975, Innenarchitektur und Möbeldesign
- Rudolf Hoflehner, 1962–1981, Bildhauerei
- Karl Höing, 1991–2023, Textildesign
- Adolf Hölzel, 1905–1919, 1916–1918 Direktor der K. Akademie der bildenden Künste, Malerei
- Alfred Hrdlicka, 1971–1986, Bildhauerei
- Hans Dieter Huber, 1999–2019, Kunstgeschichte der Gegenwart, Ästhetik und Kunsttheorie
- Joan Jonas, 1995–2000, Bildhauerei
- Gustav Jourdan, 1911–1946, dekorative Malerei, Stoffdruck
- Leopold von Kalckreuth, 1899, 1900–1905 Direktor der K. Kunstschule bzw. K. Akademie der bildenden Künste, Porträt-, Genre- und Landschaftsmalerei
- Albert Kappis, 1880–1905, Landschaftsmalerei[1]
- Friedrich von Keller, 1883–1913, Malerei
- Wolfgang Kermer, 1966–1997, Kunstgeschichte, 1971–1984 Rektor der Akademie
- Jürgen Kierspel, 1992–2012, Schrift
- Robert Knorr, 1893–1923, Figurenmodellieren, Figuren- und Aktzeichnen
- Hans von Kolb, 1881–1913, Ornamentale Formenlehre, Ornamenten- und Figurenmalen (bunt), dekoratives Entwerfen, Figurenzeichnen und Aquarellmalen, Aktzeichnen, ab 1892 Vorstand der K. Kunstgewerbeschule, 1896–1913 deren hauptamtlicher Direktor
- Anton Kolig, 1928–1943, Malerei
- Karl Kopp, Figurenmodellieren
- Joseph Kosuth, 1991–1997, Malerei
- Manfred Kröplien, 1974–2002, Grafikdesign, Leiter des Instituts für Buchgestaltung
- Franz August Otto Krüger, 1901–1903, Entwerfen und Ausführung von Möbeln, Vorstand der K. Kunstgewerblichen Lehr- und Versuchswerkstätte
- Christian Landenberger, 1905–1927, Technische Malerei
- Klaus Lehmann, 1966–2000, Produktgestaltung, 1994–1998 Rektor der Akademie,
- Volker Lehnert, 2000–2022, Allgemeine künstlerische Ausbildung
- Carl von Lemcke, 1885–1903, Kunstgeschichte
- Alexander von Liezen-Mayer, 1880–1883 Direktor der K. Kunstschule, Historienmalerei
- Johann Friedrich Leybold, 1789–1794, Zeichnen und Modellieren
- Karl Jakob Theodor Leybold, 1829–1844, Malerei, 1842–1844, Inspektor der K. Gemäldegalerie
- Peter Litzlbauer, 1992–2017, Grundlagen des Konstruierens/Möbel, Raum und Material
- Alfred Lörcher, 1919–1945, Bildhauerei
- Karl Ludwig, 1877–1880, Landschaftsmalerei
- Wilhelm Lübke, 1869–1885, Kunstgeschichte
- Joseph Wilhelm Ludwig Mack, 1829–1832, Zeichnen
- Fritz Mader, 1942–1945, Zeichnen und Malen (Landschaft)
- Inge Mahn, 1987–1993, Bildhauerei
- Erich Mansen, 1971–1995, Malerei und Zeichnen
- Hermann Mayrhofer-Passau, 1939–1945, Radierung, Lithographie
- Hans Meid, 1948–1951, Freie Grafik und Illustration
- Sotirios Michou, 1974–2003, Werken
- Heinz Mohl, 1974–1996, Architektur Hochbau
- Johann Gotthard von Müller, 1776–1796, Kupferstecherkunst, Leiter der Kupferstecher- und Kupferdruckanstalt
- Rudolf Müller, 1959–1969, Aktzeichnen
- Bernhard von Neher, 1846–1879, Historienmalerei, ab 1854 Direktor der K. Kunstschule
- Gerd Neisser, 1971–1972, Allgemeine künstlerische Ausbildung (Lehrstuhlvertretung)
- Hannes Neuner, 1953–1967, Allgemeine künstlerische Ausbildung, 1967–1969, Malerei und Zeichnen
- Chris Newman, 2001–2002, Bildhauerei
- Bernhard Pankok, 1901–1913, Entwerfen und Ausführung von Möbeln, 1903–1913 Vorstand der K. Kunstgewerblichen Lehr- und Versuchswerkstätte, 1913–1937 Direktor der K. (seit 1918: Staatl.) Württ. Kunstgewerbeschule
- Hugo Peters, 1947–1976, Allgemeine künstlerische Ausbildung
- Robert Poetzelberger, 1899–1926, Malerei und Bildhauerei
- Werner Pokorny, 1998–2013, Allgemeine künstlerische Ausbildung (Schwerpunkt Bildhauerei)
- Heine Rath, 1913–1920, Holzschnitt
- Robert von Reinhardt, 1872–1901, Stilkunde mit Übungen
- Hans Retzbach, 1920–1925, Lehrbeauftragter für Bildhauerei (Stein- und Holztechnik)
- Rudolf Rochga, 1903–1938, Flächenkunst, Dekorationsmalerei
- Jürgen Rose, 1973–2000, Bühnenkunst
- Karl Rössing, 1947–1960, Freie Grafik und Illustration
- Harmi Ruland, 1946–1957, Textil, Modegraphik und Bühnenkostüm
- Heinrich Franz Gaudenz von Rustige, 1845–1887, Genremalerei, Historien- und Porträtmalerei
- Ludwig Schaffrath, 1985–1993, Glasgestaltung und Malerei
- Volker Schaible, 2001–2019, Restaurierung und Kunsttechnologie
- Richard Sapper, 1986–1998, Industriedesign
- Matthias Sauerbruch, 2001–2007, Architektur
- Philipp Jakob Scheffauer, 1790–1794, Bildhauerei
- Christoff Schellenberger, 1955–1988, Werken
- Winfried Scheuer, 1999–2018, Industrial Design
- Adolf G. Schneck, 1921–1949, Möbelbau und Innenarchitektur
- Wolfgang Schenkluhn, 1992, Kunstgeschichte
- Friedrich Hermann Ernst Schneidler, 1920–1948, Leiter der Fachabteilung für graphische Künste und Buchgewerbe, Buchgrafik und Typografie, auf der „Gottbegnadeten-Liste“ des NS-Staates
- Rudolf Schoofs, 1976–1997, Freie Grafik
- Claudius Schraudolph (d. Jüng.), 1883–1894 Direktor der K. Kunstschule, Genremalerei, Illustration
- Herwig Schubert, 1973–1991, Figuratives Zeichnen und Malen
- Karl-Henning Seemann, 1974–1999, Allgemeine künstlerische Ausbildung (Schwerpunkt Bildhauerei)
- Alfred Seiland, 1997–2019, Fotografie
- Hans Erich Slany, 1986–1991, Investitionsgüterdesign
- Hermann Sohn, 1946–1962, Malerei
- Brigitte Sölch, 2018–2021, Architekturgeschichte und -theorie, Designgeschichte
- K.R.H. Sonderborg, 1965–1990, Malerei
- Giuseppe Spagnulo, 1987–2002, Freie und Angewandte Keramik
- Christian Speyer, 1901–1925, Zeichnen, Malen
- Wolfgang Stadelmaier, 1961–1992, Ausstellungsarchitektur und Montagebau
- Peter Steiner, 1955–1991, Schrift
- Gottlob Friedrich Steinkopf, 1829–1854, ab 1845 Vorstand der K. Kunstschule
- Fritz Steisslinger, 1946–1948, Malerei
- Hans Gottfried von Stockhausen, 1968–1971, Allgemeine künstlerische Ausbildung, 1971–1985, Glasgestaltung
- Rolf E. Straub, 1963–1982, Technologie der Malerei
- George Teodorescu, 1992–2012, Master of Design/Integral Studies
- Heinz Trökes, 1961–1964, Malerei
- Niklaus Troxler, 1998–2013, Kommunikationsdesign
- Micha Ullman, 1991–2005, Bildhauerei
- Henk Visch, 1994–2000, Bildhauerei
- Arno Votteler, 1975–1994, Innenarchitektur und Möbeldesign
- Theodor Wagner, 1836–1876, Bildhauerei
- Arnold Waldschmidt, 1915–1938, Aktzeichnen, Malerei (ab 1919 Hölzel-Stelle), 1927–1931 Direktor, ab 1920 NS-Aktivist in verschiedenen Funktionen, zuletzt SS-Oberführer und Kommandant des Außenlagers des KZ Ravensbrück in Sassnitz auf Rügen, auf der „Gottbegnadeten-Liste“ des NS-Staates
- Karl Hans Walter, 1948–1953, Allgemeine künstlerische Ausbildung
- Hans Warnecke, 1949–1966, Leiter der Metallabteilung, Produktgestaltung
- Kurt Wehlte, 1949–1963, Leiter des Instituts für Technologie der Malerei
- Kurt Weidemann, 1964–1985, Information und grafische Praxis
- Karl Ludwig Weisser, 1858–1879, Inspektor der K. Kupferstichsammlung, 1862–1866, Kunstgeschichte, 1866–1879 Kostümkunde
- Conrad Weitbrecht, 1830–1832, Zeichnen und Modellieren (K.Kunstschule), 1832–1836 Professor für Ornamentzeichnen (K. Gewerbeschule, Vorgängerinstitut der Universität Stuttgart)
- Hans Wentzel, 1953–1961, Kunstgeschichte
- Frank R. Werner, 1990–1994, Baugeschichte, Architekturtheorie und Designgeschichte
- Karl Wiehl, 1946–1952, Innenarchitektur und Möbelbau
- Heinrich Wildemann, 1955–1964, Malerei
- Susanne Windelen, 2001–2022, Bildhauerei
- Herta-Maria Witzemann, 1952–1985, Innenarchitektur und Möbeldesign
- Leo Wollner, 1957–1991, Textildesign
- Rudolf Yelin, 1946–1970, Glasmalerei und Mosaik
- Annett Zinsmeister, 2007–2013, Grundlagen der Gestaltung/Experimentelles Entwerfen

## Bekannte ehemalige Studierende der Akademie bzw. deren Vorgängerinstitutionen

### A
- Max Ackermann (1887–1975),  Maler und Grafiker
- Albrecht Ade (* 1932),  Grafikdesigner und Hochschulprofessor, Gründungsdirektor der Filmakademie Baden-Württemberg
- Reinhold Adt (* 1958), Mixed Media
- Theo Aeckerle (1892–1966),  Maler, Zeichner, Plastiker und Lithograf
- Eckart Aheimer (1940–2009),  Textildesigner und Hochschulprofessor
- Frank Ahlgrimm (* 1965),  Maler und Grafiker
- Alfred Ahner (1890–1973),  Maler und Grafiker
- Paul Aichele (1859–1920), Bildhauer
- Rose Alber (1931–2025), Malerin
- Rolf Altena (* 1947),  Maler und Grafiker
- Bernd Altenstein (* 1943),  Bildhauer und Hochschulprofessor
- Hüseyin Altin (* 1944), deutsch-türkischer Bildhauer und Kunstpädagoge
- Albrecht Appelhans (1900–1975),  Maler, Illustrator und Hochschulprofessor
- Mona Ardeleanu (* 1984), Malerin
- Barbara Armbruster (* 1955), Mixed Media
- Klaus Armbruster (* 1942), Maler, Grafiker, Medienschaffender und Hochschullehrer
- Axel Arndt (1941–1998),  Maler und Grafiker
- Eva Aschoff (1900–1969),  Schriftkünstlerin
- Wilhelm Auberlen (1860–1948),  Maler
- Ellen Auerbach (1906–2004), Fotografin
- Frank Aumüller (* 1960), Fotografie
- Sabina Aurich (* 1956),  Objektkünstlerin

### B
- Bernd Baader (* 1937), Maler, Grafiker, Illustrator
- Hermann Bach (1842–1914/1919), Bildhauer
- Max Bach (1841–1914), Maler und Kunsthistoriker
- Horst Bachmayer (1932–2017), Emailkünstler und Hochschulprofessor
- Ernst Bader (1860–1915), Maler
- Paul Bader (1928–2019), Maler, Zeichner, Kunsterzieher
- Hermann Bäuerle (1886–1972), Maler und Radierer
- Hans Bäurle (1931–2024), Maler, Grafiker und Bildhauer
- Hermann Baisch (1846–1894), Maler und Radierer
- Otto Baisch (1840–1892), Maler, Dichter und Kunstschriftsteller
- Min Bark (* 1979), Performance
- Gottlob Georg Barth (1777–1848), Architekt, Hofbaumeister
- Walter Barth (1938–2014), Maler, Kunstdidaktiker, Hochschullehrer
- Hans Barthelmess (1887–1916), Maler, Zeichner und Radierer
- Alfred Bast (* 1948), Maler
- Herbert Bauer (1935–1986), Maler
- Karl Bauer (1868–1942), Maler, Grafiker und Schriftsteller
- Leo Bauer (1872–1960), Maler und Radierer
- Wolf Bauer (1938–1990), Textildesigner und Hochschulprofessor
- Karl Wilhelm Bauerle (1831–1912), Maler
- Philipp Bauknecht (1884–1933), Maler und Grafiker
- Otto Baum (1900–1977), Bildhauer und Hochschulprofessor
- Herbert Baumann (1927–1990), Bildhauer und Hochschulprofessor
- Werner Baumann (1925–2009), Grafiker, Kunstpädagoge, Kunstvermittler
- Willi Baumeister (1889–1955), Maler, Grafiker, Typograf, Bühnenbildner, Kunsttheoretiker und Hochschulprofessor, Mitbegründer der Stuttgarter „Üecht-Gruppe“ (1919)
- Ingrid Baumgärtner (* 1958), Bildhauerin und Malerin
- Moritz Baumgartl (1934–2024), Maler, Grafiker und Hochschulprofessor
- Regina Baumhauer (* 1962), Mixed Media
- Thommie Bayer (* 1953), Maler, Musiker und Schriftsteller
- Alf Bayrle (1900–1982), Maler in der Pariser Kunstszene der 1920er Jahre und Expeditionsmaler in Afrika
- Bernd Becher (1931–2007), Fotograf und Hochschulprofessor
- Emma Bechtle-Kappis (1875–1957), Malerin
- Gerlinde Beck (1930–2006), Bildhauerin und Malerin
- Manfred Beck-Arnstein (* 1946), Maler
- Matthias Beckmann (* 1965), Zeichner und Grafiker
- Olga Beggrow-Hartmann (1862–1922), Malerin
- Oskar Fritz Beier (1908–1972), Glasmaler
- Gerd Beißwenger (* 1937), Maler, Grafiker, Kunsterzieher
- Matthias Bendau (* 1950), Maler
- Klaus Bendixen (1924–2003), Maler, Grafiker und Hochschulprofessor
- Fidelis Bentele (1830–1901), Tier-, Historien- und Kirchenmaler
- Hermann Bentele (1923–2014), Grafikdesigner und Hochschullehrer
- Manfred Bercher (* 1950), Bildhauer
- Ulrich Bernhardt (* 1942), Medienkünstler
- F. W. Bernstein (1938–2018),  Lyriker, Grafiker, Karikaturist, Satiriker und Hochschulprofessor
- Carl Rudolf Bertsch (1900–1967), Schriftsteller, Maler und Kunstpädagoge
- Giovanni Bianconi (1891–1981), Schweizer Lehrer, Holzschnitzer und Heimatforscher
- Carry van Biema (1881–1942), Malerin, Kunstlehrerin und -theoretikerin, Opfer des Holocaust
- Elisabeth Bieneck-Roos (1925–2017), Industriemalerin
- Renate Bienzle (1943–2009), Malerin und Zeichnerin
- Wolfgang Bier (1943–1998), Bildhauer
- Gerth Biese (1901–1980), Maler, Direktor des Zeicheninstituts der Universität Tübingen
- Margret Bilger (1904–1971), Malerin und Grafikerin
- Ruth Biller (* 1959), Malerin und Grafikerin
- Atila Biró (1931–1987), ungarisch-französischer Maler
- Bernhard Bischoff (1932–2008), Kunsthistoriker, Kunstpädagoge und Hochschulprofessor
- Roswitha Bitterlich (1920–2015), Malerin, Grafikerin und Dichterin
- Johann Pleikard Bitthäuser (1774–1859), Kupferstecher und Hochschulprofessor
- Wilfried Blecher (* 1930), Buchgrafiker und Autor
- August Blepp (1885–1949), Maler
- Walter Blümel (1921–1997), Maler
- Volker Blumkowski (* 1956), Maler, Zeichner und Grafiker
- Heinz Bodamer (1927–2022), Maler und Grafiker
- Rolf Bodenseh (* 1941), Bildhauer
- Hella Böhm (1952–2016), Videokünstlerin
- Herbert A. Böhm (* 1948), Bildhauer
- Volker Böhringer (1912–1961), Maler und Grafiker
- Hilde Böklen (1897–1987), Malerin
- Andrea Böning (* 1967), Schweizer Malerin, Objektkünstlerin
- Christian Eduard Boettcher (1818–1889), Maler und Hochschulprofessor
- Theodor Bohnenberger (1868–1941), Maler und Kavallerieoffizier
- Hans Dieter Bohnet (1926–2006), Bildhauer
- Karl Bohrmann (1928–1998), Maler, Grafiker und Hochschulprofessor
- Thierry Boissel (* 1962), französischer Glasgestalter und Hochschullehrer
- Paul Bollmann (1885–1944), Maler
- Antonie Boubong (1842–1908), Porträt-, Genre- und Landschaftsmalerin
- Hermann Brachert (1890–1972), Bildhauer, Hochschulprofessor und -rektor (Staatliche Akademie der Bildenden Künste Stuttgart)
- Jakob Bräckle (1897–1987), Maler
- Helmut Braig (1923–2013), Maler, Bildhauer, Grafiker, Filmemacher und Buchautor
- Anton Braith (1836–1905), Maler und Hochschulprofessor
- Erdmut Bramke (1940–2002), Malerin und Grafikerin
- Walfried Brandt (* 1939), Restaurator und Kunsttechnologe
- Louis Braun (1836–1916), Maler und Hochschulprofessor
- Wilhelm Braun-Feldweg (1908–1998), Industrie-Designer und Hochschulprofessor
- Ferdinand Max Bredt (1860–1921), Maler
- Tremezza von Brentano (* 1942), Malerin
- Katja Brinkmann (* 1964), Malerin
- Utz Brocksieper (* 1939), Bildhauer
- Hans Brög (* 1935),  Kunstpädagoge, Maler, Grafiker und Hochschulprofessor
- Erwin Broner (1898–1971), Architekt, Maler
- Erhard Brude (1874–1959), Maler
- Christoph Brudi (1938–2019), Maler, Graphiker und Hochschulprofessor
- Walter Brudi (1907–1987), Buchgrafiker, Hochschulprofessor und -rektor (Staatliche Akademie der Bildenden Künste Stuttgart)
- Gudrun Brückel (* 1954), Malerin, Grafikerin
- Uwe R. Bückner (* 1957), Architekt, Bühnenbildner, Szenograf, Kreativdirektor und Hochschulprofessor
- Hans Brühlmann (1878–1911), Schweizer Maler
- Peter Brüning (1929–1970), Maler, Objektkünstler und Hochschulprofessor
- Hasso Bruse (1927–1995), Grafikdesigner und Hochschulprofessor
- Gertrud Buder (1952–2021), Textilgestalterin
- Alfred Bühler (1920–1991), Bildhauer
- Klaus Bürgle (1926–2015), Grafiker
- Frank Olaf Büttner (* 1944), Kunsthistoriker und Hochschulprofessor
- Antje Bultmann (* 1941), Wissenschaftsjournalistin, Sachbuchautorin, Künstlerin
- Frederick D. Bunsen (* 1952), amerikanischer Maler, Grafiker und Hochschulprofessor
- Werner Bunz (1926–2009), Grafikdesigner und Hochschulprofessor
- Albert Burkart (1898–1982), Maler
- Klaus Bushoff (* 1937), Maler, Grafiker und Hochschulprofessor
- Hal Busse (1926–2018), Malerin
- Bernhard Buttersack (1858–1925), Maler
- Fritz Butz (1909–1989), Filmarchitekt, Bühnen- und Kostümbildner, Illustrator

### C
- Rudolf Cammisar (1891–1983), Maler
- Carl Camu (1937–1999), Graphiker und Musiker
- August Canzi (1808–1866), Genre- und Porträtmaler, Lithograph, Photograph
- Eric Carle (1929–2021), US-amerikanischer Kinderbuchillustrator und -autor
- Karl Caspar (1879–1956), Maler und Hochschulprofessor
- Maria Caspar-Filser (1878–1968), Malerin
- Fjodor Saweljewitsch Chitruk (1917–2012), russischer Animator, Filmregisseur und Drehbuchautor
- Frida Christaller (1898–1991), Bildhauerin
- Sabine Christmann (* 1960), Malerin
- Oliver Christmann (* 1960), Maler
- Emil Cimiotti (1927–2019), Bildhauer und Hochschulprofessor
- Axel Clesle (* 1954), Grafikdesigner, Fotograf und Autor
- Uli Cluss (* 1962), Kommunikationsdesigner und Hochschulprofessor
- Gustav Conz (1832–1914), Maler, Zeichner, Zeichenlehrer und Kunsthistoriker
- Walter Conz (1872–1947), Maler, Grafiker und Hochschulprofessor
- Doris Cordes-Vollert (* 1943), Künstlerin und Autorin
- Axel von Criegern (* 1939), Maler, Kunsthistoriker, Kunstdidaktiker und Hochschulprofessor
- Ernst Curfeß (1849–1896), Bildhauer
- Felix Cziossek (1888–1954), Bühnenbildner, Maler und Hochschullehrer

### D
- Fritz Dähn (1908–1980), Maler, Hochschulprofessor und -rektor
- Isa Dahl (* 1965), Malerin
- Ingrid Dahn (* 1939),  Bildhauerin
- Elise Daimler (1875–1956), Malerin und Grafikerin
- Bernd Damovsky (* 1953),  Bühnen- und Kostümbildner
- Tillmann Damrau (* 1961), Maler und Hochschulprofessor
- Els Daniel-Stroh (1895–1990), Malerin, Zeichnerin und Autorin
- Johann Heinrich Dannecker (1758–1841),  Bildhauer und Hochschulprofessor
- Michael Danner (* 1951),  Maler und Bildhauer
- Elmar Daucher (1932–1989),  Bildhauer
- Markus Daum (* 1959), Bildhauer und Grafiker
- Jula Dech (* 1943),  Malerin, Fotomonteurin, Kunsthistorikerin und Hochschullehrerin
- Luise Deicher (1891–1973),  Malerin
- Michael Deiml (* 1949), Bildhauer
- Simone Demandt (* 1959), Fotografin und Hochschulprofessorin
- Jochen Dewerth (* 1956),  Maler
- Bruno Diemer (1924–1962),  Maler und Grafiker
- Rudolf Dietelbach (1847–1917),  Bildhauer
- Jörg Dieterich (1940–2008),  Maler, Zeichner und Grafiker
- Claudia Dietz (* 1967), Bildhauerin und Gestalterin
- Eckhart Dietz (1933–2019),  Bildhauer
- Stefan Diez (* 1971), Industriedesigner, Hochschulprofessor
- Sinje Dillenkofer (* 1959),  Grafikdesignerin, Fotografin
- Friedrich Distelbarth (1768–1836),  Bildhauer
- Lore Doerr-Niessner (1920–1983),  Malerin und Bildhauerin
- Roland Dörfler (1926–2010),  Maler, Grafiker und Hochschulprofessor
- Hans-Joachim Domachowski (* 1941),  Textildesigner, Maler und Hochschulprofessor
- Karl Donndorf (1870–1941),  Bildhauer
- Peter Dresel (* 1941), Textildesigner, Maler
- Heinz Dress (* 1952), Grafiker, Kunstpädagoge
- Claus Dreyer (* 1943),  Kunstpädagoge, Architekturwissenschaftler und Hochschulprofessor
- Hermann Drück (1856–1931), Maler

### E
- Walther Eberbach (1866–1944),  Bildhauer, Maler, Grafiker, Medailleur und Ziseleur
- Heinz Eberhardt (1950–2005), Grafiker
- Dietrich Ebert (* 1948),  Grafiker und Illustrator
- Carl Ebert (1821–1885), Maler
- Josef Eberz (1880–1942),  Maler und Grafiker
- Gertrud Eberz-Alber (1879–1955), Malerin
- Alexander Eckener (1870–1944),  Maler, Grafiker und Hochschulprofessor
- Sophie Dorothea Eckener (1884–1975), Malerin, Grafikerin und Porträtmalerin
- Eberhard Eckerle (1949–2023),  Bildhauer und Hochschulprofessor
- Eduard Ege (1893–1978), Maler, Grafiker und Holzschneider
- Herbert Egl (* 1953),  Maler und Grafiker
- Walter Eglin (1895–1966), Maler, Holzschnitt- und Mosaikkünstler, Glasmaler
- Wolfgang Ehehalt (* 1939),  Maler, Objektkünstler
- Robert Ehinger (1882–1919), Maler
- Jochen Ehmann (* 1960),  Grafikdesigner, Animationsfilmregisseur und Hochschullehrer
- Hellmut Ehrath (1938–2008),  Bildhauer und Grafiker
- Barbara Ehrmann (* 1962),  Zeichnerin, Grafikerin
- Johannes Eidt (* 1936),  Maler, Grafiker und Hochschullehrer
- Wilhelm von Eiff (1890–1943),  Glaskünstler und Hochschullehrer
- Ruth Eitle (1924–1989),  Malerin
- Gertraud Ellinger-Binder (* 1938),  Malerin und Zeichnerin
- Artur Elmer (* 1939),  Maler und Kunstpädagoge
- Paul Elsas (1896–1981),  Maler, Überlebender des Holocaust
- Eberhard Emminger (1808–1885),  Maler und Lithograf
- Otto Engbarth (1935–2012),  Maler und Grafiker
- Alfons Epple (1899–1948),  Maler
- Hermann Erlenbusch (1890–1976), Maler und Grafiker
- Uwe Ernst (* 1947),  Maler und Zeichner
- Bettina Erzgräber (* 1964), Kunsterzieherin, Hochschulprofessorin und -rektorin
- Adele Esinger (1844–1923), Malerin und Theaterschauspielerin
- Hildegard Esslinger (* 1939),  Malerin

### F
- Hans Fähnle (1903–1968), Maler
- Amandus Faure (1874–1931), Maler und Radierer
- Hermann Fechenbach (1897–1986), Grafiker
- Peter Feile (1899–1972), Architekt
- Bettina Feistel-Rohmeder (1873–1953), Malerin und Publizistin, NS-Kunstideologin und -aktivistin
- Susanne Feix (* 1960), Glasgestalterin
- Erwin Fieger (1928–2013), Foto-Designer
- Reinhard Ferdinand Heinrich Fischer (1746–1813), Architekt und Hochschulprofessor
- Waltraud Monika Fischer (1944–1991), Malerin, Zeichnerin und Grafikerin
- Hanspeter Fitz (1929–1969), Bildhauer
- Adolf Fleischmann (1892–1968), Maler
- Fritz Flinte (1876–1963), Maler
- Werner Fohrer (1947–2025), Maler
- Heike-Karin Föll (* 1967), Malerin, Kunsthistorikerin, Hochschulprofessorin
- Robert Förch (* 1931), Maler und Grafiker
- Franz Frank (1897–1986), Maler und Grafiker
- Holle Frank (* 1944), Foto- und Videokünstlerin
- Christoph Freimann (* 1940), Bildhauer
- Adolf Fremd (1853–1924), Bildhauer
- Heinz Friedrich (1924–2018), Maler und Holzschneider
- Chup Friemert (* 1947), Designer, Designhistoriker und -theoretiker, Hochschulprofessor
- Wilhelm Fröscher (* um 1904, † unbekannt, vermutlich im 2. Weltkrieg gefallen), Maler, Grafiker, Kunstpädagoge
- Wang Fu (* 1960), chinesischer Maler und Bildhauer
- Erich Fuchs (1916–1990), Maler und Hochschullehrer
- Gebhard Fugel (1863–1939), Maler
- Heinrich Friedrich Füger (1751–1818), Maler und Hochschulprofessor
- Eugen Funk (1911–2004), Werbe- und Schriftgrafiker, Hochschulprofessor
- Andreas Futter (* 1969), Bildhauer, Maler, Grafiker

### G
- Wolfgang Gäfgen (1936–2024),  Maler, Grafiker und Hochschulprofessor
- Thomas Galey (1949–2010),  Maler und Kunstpädagoge
- Gustav Gamper (1873–1948), Schweizer Musiker, Maler und Schriftsteller
- Peter Gamper (* 1940),  Leichtathlet, Grafikdesigner und Hochschulprofessor
- Jakob Gauermann (1773–1843),  Maler, Zeichner und Kupferstecher
- Hans Gaukel (1872–1914), Maler
- Winfred Gaul (1928–2003),  Maler und Grafiker
- Gustav Gaupp (1844–1918),  Maler
- Tell Geck (1895–1986),  Maler und Musiker
- Hans Werner Geerdts (1925–2013),  Maler und Schriftsteller
- Hermann Geiger (1904–1989), Maler und Grafiker
- CHC Geiselhart (* 1949),  Maler, Grafiker, Bildhauer und Kunstpädagoge[2]
- Carl Geist (1870–1931), Maler
- Theodor Georgii (1883–1963),  Bildhauer und Medailleur
- Robert Gernhardt (1937–2006),  Schriftsteller und Maler
- Erich Geßmann (1909–2008),  Bildhauer und Grafiker
- Frank Geßner (* 1965),  Künstler, Animation, Bildkunst, Hochschulprofessor
- Wilhelm Geyer (1900–1968),  Maler und Grafiker
- Beatrix Giebel (* 1961),  Malerin
- Erich Glauer (1903–1995), Bildhauer
- Heribert Glatzel (1927–2015), Maler
- Almut Glinin (* 1954), Malerin, Objektkünstlerin, Hochschuldozentin
- Sigrid Glöggler (1936–2017), Glasmalerin
- Karl Goll (1870–1951), Maler
- Kurt Grabert (1922–1999), Bildhauer, Grafikdesigner und Maler
- Camille Graeser (1892–1980), Schweizer Maler und Designer
- Ernst H. Graeser (1884–1944),  Maler
- Robert Grässle (1887–1964),  Bildhauer
- Fritz von Graevenitz (1892–1959),  Bildhauer, Hochschulprofessor und -direktor
- Gottfried Graf (1881–1938),  Maler, Holzschneider und Hochschulprofessor, Mitbegründer der Stuttgarter „Üecht-Gruppe“ (1919)
- Peter Grau (1928–2016),  Zeichner, Grafiker, Maler und Hochschulprofessor
- Franz Heinrich Gref (1872–1957),  Maler
- Ingrid Gretenkort-Singert (1927–2015),  Malerin, Grafikerin und Autorin
- Hermann Gretsch (1895–1950),  Designer, Direktor der Württ. Staatl. Kunstgewerbeschule, stellvertretender Direktor der Staatlichen Akademie der bildenden Künste Stuttgart
- Paul Griesser (1894–1964),  Architekt und Innenarchitekt
- HAP Grieshaber (1909–1981),  Maler, Grafiker und Hochschulprofessor
- Judith M. Grieshaber,  Grafikdesignerin und Hochschulprofessorin
- Frieder Grindler (* 1941), Grafikdesigner und Hochschulprofessor
- Klaus Grözinger (1923–2011),  Grafikdesigner und Hochschulprofessor
- Otto Gross (1898–1970), Maler[3]
- Frank-Joachim Grossmann (* 1958), Grafikdesigner
- Dieter Groß (* 1937),  Zeichner, Maler, Kunstpädagoge, Kabarettist und Hochschulprofessor
- Friederike Groß (* 1965),  Malerin, Zeichnerin, Karikaturistin und Hochschulprofessorin
- Hermann Grub (* 1939),  Architekt, Landschaftsplaner
- Nikolai von Grünewaldt (1853–1922), Landschaftsmaler
- Ute Gruenwald (* 1943), deutsch-amerikanische Malerin
- Jakob Grünenwald (1821–1896),  Maler, Illustrator und Kunstschulprofessor
- Thomas Grünfeld (* 1956),  Bildhauer und Hochschulprofessor
- Boris Grünwald (auch Gruenwald) (1933–2014), israelischer Bildhauer und Hochschullehrer
- Gottfried Gruner (1923–2011),  Bildhauer
- Andreas Grunert (* 1947),  Maler, Grafiker und Hochschullehrer
- Uli Gsell (* 1967), Bildhauer
- Paran G’schrey (1927–1967),  Maler
- Albert Güldenstein (1822–1891),  Bildhauer
- Christian Günther (* 1941), Maler, Zeichner, Büchermacher
- Andreas Günzel (1953–2013),  Maler, Zeichner und Objektkünstler
- Otto Gussmann (1869–1926),  Maler und Hochschulprofessor
- Walter Gutbrod (1908–1998), Maler, Kunsterzieher

### H
- Robert Haag (1886–1958), Maler, Grafiker und Radierer
- Alice Haarburger (1891–1942),  Malerin, Opfer des Holocaust
- Jürgen Haas (* 1964),  Regisseur und Hochschulprofessor
- Ragani Haas (* 1969), Performancekünstlerin
- Konrad Habermeier (1907–1992),  Glasdesigner und Hochschulprofessor
- Wolfgang Häberle (* 1951),  Maler und Grafiker
- Carl von Häberlin (1832–1911),  Maler, Illustrator und Kunstschulprofessor
- Rudolf Haegele (1926–1998),  Maler, Grafiker und Hochschulprofessor
- Klaus Haeuser (* 1940),  Maler
- Joachim Hämmerle (* 1940), Maler, Zeichner, Kunstpädagoge und Hochschulprofessor
- Alfred Hagenlocher (1914–1998), SS-Offizier, Gestapo-Kommissar, nach dem Zweiten Weltkrieg Maler, Grafiker, Ausstellungskurator, Präsident der Hans Thoma-Gesellschaft e. V. Reutlingen, Leiter der Städtischen Galerie Albstadt[4]
- Rainer Hagl (* 1947),  Bildhauer und Hochschulprofessor
- Magda Hagstotz (1914–2002),  Malerin
- Paul Hahn („Der rote Hahn“) (1883–1952),  Lehrer, Maler, zeitweise auch Polizeidirektor
- Otto Herbert Hajek (1927–2005),  Bildhauer, Maler und Hochschulprofessor
- Hermann Haller (1880–1950), Schweizer Bildhauer
- Carl Haller von Hallerstein (1774–1817),  Architekt und Archäologe
- Gustav Halmhuber (1862–1936), Architekt und Hochschullehrer
- Heinrich Halmhuber (1852–1908),  Maler und Architekt
- Clara Harnack (1877–1962),  Malerin, Mutter der Widerstandskämpfer Arvid und Falk Harnack
- Ulrich Harsch (* 1938),  Kommunikationsdesigner und Hochschulprofessor
- Jobst von Harsdorf (1924–2018),  Grafikdesigner und Hochschulprofessor
- Ingrid Hartlieb (* 1944),  Bildhauerin
- Christian Ferdinand Hartmann (1774–1842), Maler
- Karl Hartmann (1861–1927), Maler
- Julia Hauff (1900–1989), Bildhauerin
- Eckard Hauser (* 1940),  Künstler, Maler, Designer und Architekt
- Sandra Hastenteufel (* 1966),  Künstlerin
- Hans-Peter Hauf (* 1946),  Maler
- Robert von Haug (1857–1922),  Maler, Grafiker und Hochschulprofessor
- Wilhelm Emil Robert Heck (1831–1889), Maler
- August Heckmann (1916–1978), Malermeister, Kunstmaler, Grafiker und Architekt
- Dorothea Heckmann-Dauner (1912–2004), staatl. gepr. Kunsterzieherin, Malerin und Kunstgewerblerin
- Thomas Heger (* 1961),  Maler und Hochschulprofessor
- Gabriele Heidecker (* 1945),  Medienkünstlerin
- Viktor Wilhelm Peter Heideloff (1757–1817),  Maler und Hochschulprofessor
- Klaus Heider (1936–2013),  Maler, Grafiker und Hochschullehrer
- Peter Otto Heim (1896–1966),  Bildhauer und Hochschulprofessor
- Joachim von Heimburg (1948–2015), Maler, Kunstpädagoge
- Frank Heine (1964–2003), Grafiker und Schriftgestalter
- Klaus Hellenstein (* 1951), Bühnen- und Kostümbildner
- Romuald Hengstler (1930–2003),  Maler und Grafiker
- Gerda Henning (1923–2007), Malerin
- Manfred Henninger (1894–1986),  Maler, Hochschulprofessor und -rektor (Staatliche Akademie der Bildenden Künste Stuttgart)
- Ursula Hensel-Krüger (1925–1992), Bildhauerin
- Manfred Hepperle (1931–2012), Mundartdichter, Kabarettist, Hörspielautor, Zeichner
- Julius Herburger (1900–1973),  Maler und Grafiker
- Michael Herold (* 1942),  Grafikdesigner
- Otto Herrmann (1899–1995),  Maler und Grafiker
- Theodor Herrmann (1881–1926), Maler, Zeichner und Grafiker
- Wilhelm Friedrich Herter (1865–1888), amerikanischer Maler
- Julius Hess (1878–1957), Maler und Hochschullehrer
- Philipp Friedrich Hetsch (1758–1838),  Maler und Hochschullehrer
- Christine Heuer (1934–1986),  Zeichnerin und Grafikerin
- Heinrich Heuer (1934–2023),  Grafiker
- Johannes Hewel (1947–2009),  Maler, Grafiker, Glasgestalter und Hochschulprofessor
- Franz Carl Hiemer (1768–1822),  Maler, Librettist und Schauspieler
- Lily Hildebrandt (1887–1974),  Malerin, Grafikerin, Kunsthandwerkerin und Glasmalerin, Überlebende des Holocaust
- Maria Hiller-Foell (1880–1943),  Malerin
- Heinz E. Hirscher (1927–2011),  Objektkünstler und Schriftsteller
- Emil Hipp (1893–1965),  Bildhauer
- Karl Höing (* 1957),  Textildesigner und Hochschulprofessor
- Ulla Höpken (* 1943),  Malerin
- Karl Hofer (1878–1955),  Maler, Hochschulprofessor und -direktor (Hochschule für bildende Künste Berlin-Charlottenburg)
- Otto Hofer-Bach (1897–1970), Maler und Grafiker
- Renate Hoffleit (* 1950),  Bildhauerin
- Margret Hofheinz-Döring (1910–1994),  Malerin und Grafikerin
- Egon Hofmann (1884–1972), österreichischer Maler und Grafiker
- Paul Hofstetter (1907–1983),  Buchdrucker und Politiker
- Frido Hohberger (* 1949),  Maler, Zeichner, Grafiker, Leiter des Zeicheninstituts der Universität Tübingen
- Richard Hohly (1902–1995),  Maler
- Romane Holderried Kaesdorf (1922–2007),  Zeichnerin
- Erwin Holl (* 1957),  Maler und Grafiker
- Felix Hollenberg (1868–1945),  Maler und Radierer
- Richild Holt (* 1941), Malerin und Zeichnerin
- Claude Horstmann (* 1960), Bildhauerin und Performance-Künstlerin
- Werner von Houwald (1901–1974),  Maler
- Petr Hrbek (1955–2012), tschechischer Maler
- Melchior von Hugo (1872–1939),  Maler und Bildhauer
- Ursula Huth (* 1952),  Glasgestalterin
- Ferdinand Huttenlocher (1856–1925),  Bildhauer und Fachlehrer

### I
- Burkhard Ihme (* 1954), Comiczeichner, Redakteur, Liedermacher
- Ada Isensee (* 1944),  Malerin und Glasgestalterin
- Johannes Itten (1888–1967), Schweizer Maler, Grafiker und Hochschulprofessor

### J
- Günter Jacki (* 1936),  Grafikdesigner und Hochschulprofessor
- Gerold Jäggle (* 1961),  Bildhauer
- Karl Jauslin (1842–1904), Schweizer Maler
- Georg Jauss (1867–1922),  Landschaftsmaler
- Ruediger John (1971–2021), österreichischer Künstler und Hochschullehrer
- Emma Joos (1882–1932), Malerin, Grafikerin
- Gustav Jourdan (1884–1950),  Maler, Designer und Hochschullehrer
- Klaus Jürgen-Fischer (1930–2017),  Maler, Grafiker, Kunstschriftsteller und Hochschulprofessor

### K
- Siegfried Kaden (* 1945),  Maler und Zeichner
- Paul Kälberer (1896–1974),  Maler und Grafiker, Mitbegründer der Bernsteinschule
- Kagami Kōzō (1896–1985), japanischer Glaskünstler und Gründer der Kagami Crystal Co., Ltd.
- Max Kahlke (1892–1928), Maler, Grafiker
- Erich Kahn (1904–1980), Maler, Zeichner und Grafiker
- Peter Kalkhof (1933–2014),  Maler
- Herbert W. Kapitzki (1925–2005),  Grafikdesigner und Hochschulprofessor
- Albert Kappis (1836–1914),  Maler, Lithograf, Kunstschulprofessor und -direktor (Kgl. Kunstschule Stuttgart)
- Albert Kapr (1918–1995),  Typograph, Buchgestalter und Hochschulprofessor
- Emil F. Karsten (1910–1993), Maler, Grafiker, Kalligraf und Hochschulprofessor
- Bernd Kastenholz (* 1949), Maler und Grafiker
- Ignaz Kaufmann (1885–1975), österreichischer Maler und Grafiker, Überlebender des Holocaust
- Friedrich von Keller (1840–1914), Maler und Kunstschulprofessor
- Paul Wilhelm Keller-Reutlingen (1854–1920),  Maler
- Boris Kerenski (* 1971), Künstler, Journalist und Herausgeber
- Ida Kerkovius (1879–1970),  Malerin und Grafikerin
- France Kermer (* 1945), französische Malerin, Kunstpädagogin, Romanistin und Autorin
- Wolfgang Kermer (* 1935),  Kunsthistoriker, Kunstpädagoge, Hochschulprofessor und -rektor (Staatliche Akademie der Bildenden Künste Stuttgart)
- Ingrid Kern,  Innenarchitektin
- Karl Kerzinger (1890–1959), Bildhauer und Zeichner
- Lilli Kerzinger-Werth (1897–1971), Tierbildhauerin und Malerin
- Aloys Keßler (1777–1820),  Zeichner und Kupferstecher
- Christian Wilhelm Ketterlinus (1766–1803),  Kupferstecher
- Fritz Ketz (1903–1983),  Maler und Zeichner
- Eugen Keuerleber (1921–2002),  Museumsdirektor (Direktor der Galerie der Stadt Stuttgart)
- Diana Kiehl (1957–2015),  Malerin
- Emil Kiemlen (1869–1956),  Bildhauer
- Jürgen Kierspel (* 1949),  Objektkünstler, Mailartist, Hochschulprofessor
- Emil Kiess (* 1930),  Maler und Grafiker
- Rolf Kilian (* 1963),  Maler
- Byung Chul Kim (* 1974), Performance, Zeichnung, Malerei, Video
- Michael Kimmerle (* 1956),  Grafikdesigner
- Klaus Kinter (* 1937),  Maler, Grafiker und Hochschulprofessor
- Werner Kintzinger (* 1950),  Innenarchitekt, Designer und Hochschulprofessor
- Edmund Daniel Kinzinger (1888–1963), deutsch-amerikanischer Maler und Grafiker, Mitbegründer der Stuttgarter „Üecht-Gruppe“ (1919)
- Günther C. Kirchberger (1928–2010),  Maler und Hochschulprofessor
- Karin Kirsch (* 1940),  Innenarchitektin, Möbeldesignerin, Autorin und Hochschulprofessorin
- Hermann Kissling (1925–2018), Kunstpädagoge, Kunsthistoriker, Hochschulprofessor
- Emil Klein (1865–1943), US-amerikanischer Maler und Illustrator
- Martin Klein (* 1962), Architekt
- Gerlinde-Martina Klepsch (1924–2022), Bildhauerin
- Ulrich Klieber (* 1953),  Maler, Hochschulprofessor und -rektor (Burg Giebichenstein Kunsthochschule Halle)
- Lothar Klimek (1921–2013),  Fotokünstler, Sachbuchautor und Hochschullehrer
- Dietrich Klinge (* 1954),  Bildhauer und Grafiker
- Dieter Klumpp (* 1955),  Bildhauer
- Immanuel Knayer (1896–1962),  Maler, Radierer, Holzschneider und Heraldiker
- Bruno Knittel (1918–1977),  Bildhauer
- Karl-Heinz Knödler (1926–2000),  Maler und Bildhauer
- Robert Knorr (1865–1957),  Bildhauer, Archäologe und Kunstgewerbeschulprofessor
- Susanne Knorr (* 1953), Bildhauerin
- Joseph Anton Koch (1768–1839), österreichischer Maler
- Konrad Albert Koch (1869–1945),  Maler und Burgenforscher
- Eberhard Koebel (tusk) (1907–1955),  Grafiker, Autor und Gründer der Deutschen (autonomen) Jungenschaft vom 1. November 1929
- Justyna Koeke (* 1976), Performance
- Sieger Köder (1925–2015),  Theologe und Künstler
- August Köhler (1881–1964), Porträt- und Figurenmaler
- Hans Günter König (1925–2007),  Maler, Kunstdidaktiker und Hochschulprofessor
- Paul König (* 1932),  Grafikdesigner und Hochschulprofessor
- Heinrich Körner (1908–1993),  Bildhauer und Medailleur
- Max Körner (1887–1963),  Grafiker, Maler, Buchkünstler und Hochschullehrer
- Walter Kohler (1903–1945), Maler, Glasmaler
- Wolf-Dieter Kohler (1928–1985),  Glasmaler
- Matthias Kohlmann (* 1956), Bildhauer, Zeichner und Hochschulprofessor
- Gustav Kolb (1867–1943),  Kunsterzieher
- Hans von Kolb (1845–1928),  Maler, Kunstgewerbeschulprofessor und -direktor
- Thaddäus Kolig (1911–1975), Maler
- Karl Kopp (1825–1897),  Bildhauer und Hochschulprofessor
- Gertrud Koref-Musculus Stemmler (1889–1972), Malerin
- Julius Kornbeck (1839–1920),  Maler
- Attila Kovács (1938–2017), ungarischer Maler und Hochschulprofessor
- Erich Kraemer (1930–1994),  Maler und Hochschulprofessor
- Bodo Kraft (* 1951), Maler und Zeichner
- Frans Krajcberg (1921–2017), brasilianischer Bildhauer und Maler, Überlebender des Holocaust
- Heinrich Kralik von Meyrswalden (Maler) (1897–1958)
- Carl Krayl (1890–1947), Architekt
- Eckhard Kremers (* 1949),  Maler, Grafiker und Hochschulprofessor
- Susanne Kriemann (* 1972), Fotografin und Hochschulprofessorin
- OA Krimmel (* 1967), Konzeptkünstler, Buchautor und Art-Director
- Manfred Kröplien (1937–2004),  Grafikdesigner, Hochschulprofessor und -rektor (Staatliche Akademie der Bildenden Künste Stuttgart)
- Gudrun Krüger (1922–2004),  Bildhauerin
- Achim Kubinski (auch: Angelika Wiesenthal, Christian Brügge, Stefan Ravena) (1951–2013),  Konzeptkünstler und Kunstvermittler
- Christina Kubisch (* 1948),  Klangkünstlerin
- Peter Kuckei (1938–2023),  Maler
- Rudolf Kuhn (1893–1936), Maler
- Horst Kuhnert (* 1939),  Bildhauer
- Frieder Kühner (* 1951), Maler
- Ernst W. Kunz (1912–1985),  Maler und Bildhauer
- Joachim Kupke (* 1947), Maler,  Grafiker und Musiker
- Karl Kurtz (1817–1887), Maler
- Gotthilf Kurz (1923–2010),  Buchkünstler und Hochschullehrer
- Rudolf Kurz (* 1952),  Bildhauer

### L
- Wilhelm Laage (1868–1930),  Maler und Holzschneider
- Roland Ladwig (1935–2014),  Maler
- Claus Laemmle (* 1959),  Maler und Designer
- Christian Landenberger (1862–1927),  Maler und Hochschullehrer
- Christian Lang (* 1972), Maler, Zeichner und illustrator
- Fritz Lang (1877–1961),  Maler und Holzschneider
- Hermann Lang (1856–1916),  Bildhauer und Medailleur
- Ursula Laquay-Ihm (* 1932), Malerin und Objektkünstlerin
- Klara Lassbiegler-Fauser (1890–1970), Malerin, Grafikerin
- Anton Laupheimer (1848–1927), Genremaler
- Marie Lautenschlager (1859–1941), Malerin
- Theodor Lauxmann (1865–1920), Maler
- Camill Leberer (* 1953),  Bildhauer
- Georg Lebrecht (1875–1945),  Maler und Illustrator
- Alfred Lehmann (1899–1979),  Maler und Zeichner
- Klaus Lehmann (1934–2021),  Produktgestalter, Hochschulprofessor und -rektor (Staatliche Akademie der Bildenden Künste Stuttgart)
- Edo Leitner (1907–1991), Grafiker
- Peter Lenk (* 1947),  Bildhauer
- Thomas Lenk (1933–2014),  Bildhauer
- Max Leube (1907–1988), Bildhauer
- Johann Friedrich Leybold (1755–1838),  Kupferstecher, Miniaturmaler und Hochschulprofessor
- Lambert Linder (1841–1889), Maler
- Eberhard Linke (1937–2025),  Bildhauer und Hochschulprofessor
- Peter Litzlbauer (* 1950), österreichischer Architekt, Designer und Hochschulprofessor
- Thomas Locher (* 1956),  Konzeptkünstler und Hochschulprofessor
- Wilhelm Lochstampfer (1881–1970),  Architekt und Hochschulprofessor
- Gottlieb Löffler (1868–1946),  Maler und Kunstpädagoge
- Alfred Lörcher (1875–1962), Bildhauer und Hochschulprofessor
- Käthe Loewenthal (1878–1942),  Malerin und Grafikerin, Opfer des Holocaust
- Uwe Lohrer (* 1940),  Grafikdesigner und Hochschulprofessor
- Yargo De Lucca (1925–2008), kanadischer Maler, Grafiker und Bildhauer
- Otto Luick (1905–1984),  Maler
- Joachim Lutz (1906–1954),  Maler und Journalist
- Sebastian Luz (1836–1898), Maler
- Rudolf Lutz (1895–1966),  Architekt
- Antal Lux (* 1935), ungarischer Maler und Videokünstler

### M
- Paul Maar (* 1937),  Kinderbuchautor und Illustrator
- Joseph Wilhelm Ludwig Mack (1767–1835),  Bildhauer, Hofstuckateur und Kunstschullehrer
- Fritz Mader (1900–1998),  Maler, Kunstpädagoge und NS-Funktionär
- Sepp Mahler (1901–1975),  Maler und Schriftsteller
- Irmela Maier (* 1956), Bildhauerin
- Walter Maisak (1912–2002), Künstler
- Gustav Majer (1847–1900), Maler
- Michel Majerus (1967–2002), luxemburgischer Künstler
- James McGarrell (1930–2020), US-amerikanischer Maler
- Anton Mahringer (1902–1974), österreichischer Maler
- Dieter Mammel (* 1965), Maler und Zeichner
- Jörg Mandernach (* 1963),  Maler und Zeichner
- Natascha Mann (* 1946),  Malerin und Grafikerin
- Coordt von Mannstein (* 1937),  Kommunikationsdesigner und Hochschulprofessor
- Marjosch (Martin Johannes Scholkmann) (1938–2013),  Maler
- Antonio Máro (* 1928), Maler
- Pia Maria Martin (* 1974), Film, Video, Installation
- Armin Martinmüller (1943–2016),  Maler
- Walter Maschke (1913–2007), Restaurator
- Klaus Mausner (* 1943),  Bildhauer
- August Oskar Friedrich Mayer (1901–1972),  Maler
- Louis Mayer (1791–1843),  Landschaftsmaler
- Andreas Mayer-Brennenstuhl (* 1957),  Künstler (Video/Neue Medien) und Hochschulprofessor
- Friedrich Meckseper (1936–2019),  Maler und Grafiker
- Fritz Melis (1913–1982),  Bildhauer
- Karl Merz (Bildhauer) (1869–1950), Bildhauer
- Karl Merz (Maler) (1890–1970), Maler
- Guido Messer (* 1941),  Bildhauer
- Otto Meyer-Amden (1885–1933), Schweizer Maler und Grafiker
- Thomas Meyer-Hermann (* 1956),  Animationsfilmer und Hochschulprofessor
- Eduard Micus (1925–2000),  Maler und Grafiker
- Gerold Miller (* 1961),  Objekt- und Installationskünstler
- Elisabeth Minke (1954–2021),  Malerin
- Annemarie Moddrow-Buck (1916–2012),  Malerin
- Hanns Model (1908–1983), Glaskünstler
- Willi Moegle (1897–1989),  Sach- und Werbefotograf
- Erich Mönch (1905–1977),  Lithograf und Hochschullehrer
- Ottmar Mohring (1935–2015),  Bildhauer
- Louis Moilliet (1880–1962), Schweizer Maler und Glasmaler
- Hans Molfenter (1884–1979),  Maler
- Ernest Morace (1766–?),  Kupferstecher
- Gottlob Wilhelm Morff (1771–1857),  Porträt- und Miniaturmaler, Hofmaler
- Koho Mori-Newton (* 1951), Malerei, Assemblage, Performance
- Herbert Moser (* 1962),  Maler, Mediendesigner und Hochschulprofessor
- Albert Mueller (1884–1963),  Maler und Grafiker, Mitbegründer der Stuttgarter „Üecht-Gruppe“ (1919)
- Johann Gotthard von Müller (1747–1830),  Kupferstecher, Hochschulprofessor und Leiter des Kupferstecherinstituts an der Hohen Carlsschule
- Karl Friedrich Johann von Müller (1813–1881), Maler
- Paul Müller (1843–1906),  Bildhauer
- Reinhold Georg Müller (1937–2000),  Bildhauer
- Rudolf Müller (1903–1969),  Maler und Hochschullehrer
- Suse Müller-Diefenbach (1911–1997),  Keramikerin und Bildhauerin
- Axel Müller-Schöll (* 1960),  Architekt, Innenarchitekt, Möbeldesigner, Hochschulprofessor und -rektor (Burg Giebichenstein Kunsthochschule Halle)
- Bernhard Münzenmayer (* 1962),  Maler
- Franz Mutzenbecher (1880–1968),  Maler

### N
- Josef Nadj (* 1953),  Bildhauer
- Reinhold Nägele (1884–1972),  Maler und Grafiker
- Koichi Nasu (1947–2003), japanischer Maler und Grafiker
- Heinrich Nauen (1880–1940), Maler und Hochschullehrer
- Ludwig Necker (1756– ?),  Kupferstecher
- Bernhard von Neher (1806–1886),  Maler, Kunstschulprofessor und -direktor (Kgl. Kunstschule Stuttgart)
- Gerd Neisser (* 1932),  Maler, langjähriger Leiter der Freien Kunstschule Stuttgart
- Rolf Nesch (1893–1975), deutsch-norwegischer Maler und Grafiker
- Klara Neuburger (1882–1945),  Malerin, Überlebende des Holocaust
- Wolfgang Neumann (* 1977),  Maler und Zeichner
- Susanne Neuner (* 1951), Malerin, Zeichnerin
- Richard Neuz (1894–1976),  Maler und Illustrator
- Martin Nicolaus (1870–1945),  Maler und Graphiker
- Christoph Niemann (* 1970),  Illustrator, Grafiker und Autor
- Ulrich Nitschke (1879–1971),  Maler
- Karl Nördlinger (1812–1896),  Kupferstecher
- Fritz Nuss (1907–1999),  Bildhauer

### O
- Oswald Oberhuber (1931–2020), österreichischer Maler, Bildhauer, Grafiker, Hochschulprofessor und -rektor (Hochschule für angewandte Kunst Wien)
- Gabriela Oberkofler (* 1975), Video, Performance, Zeichnungen, Installationen, Objektkunst
- Oskar Obier (1876–1952), Maler
- August Friedrich Oelenhainz (1745–1804), Maler
- Gerrit Onnen (1873–1948), Maler
- Andreas Opiolka (* 1962), Maler, Grafiker und Hochschulprofessor
- Walter Ostermayer (1897–1941), Bildhauer
- Albert Ott (1891–1914), Maler und Zeichner

### P
- Manfred Pahl (1900–1994),  Maler, Zeichner und Grafiker
- Claus Paul (* 1953),  Grafikdesigner und Hochschulprofessor
- Charlotte E. Pauly (1886–1981),  Malerin und Schriftstellerin
- Hugo Pelargus (1861–1931),  Bildhauer und Kgl. Württ. Hoferzgießer
- Alfred Heinrich Pellegrini (1881–1958), Schweizer Maler, Zeichner und Grafiker
- Jan-Hendrik Pelz (* 1984),  Maler und Konzeptkünstler
- Joseph Nicolaus Peroux (1771–1849),  Miniaturmaler, Radierer und Lithograf
- Hugo Peters (1911–2005),  Maler, Zeichner, Buchautor und Hochschulprofessor
- Karl Albert Pfänder (1906–1990),  Holzbildhauer und -drechsler
- Brigitte Pfaffenberger (1937–2019),  Malerin und Grafikerin
- Georg Karl Pfahler (1926–2002),  Maler, Grafiker und Hochschulprofessor
- Hedwig Pfizenmayer (1890–1967),  Malerin und Zeichnerin
- Carl Pflüger (1905–1998),  Maler, Zeichner und Grafiker
- Hans Pfrommer (* 1969),  Maler und Zeichner
- Manfred Karl Piontek (* 1932),  Maler, Grafiker und Kunstpädagoge
- Heinz L. Pistol (1940–2009), Bildhauer, Zeichner und Architekt
- Platino (Georg Röger) (* 1948),  Künstler
- Hermann Pleuer (1863–1911),  Maler
- Christian Plock (1809–1882), Zeichner, Modellierer, Ornamentiker und Hochschulprofessor
- Hermann Plock (1858–1920),  Maler
- Katja Ploetz,  Glasgestalterin
- Erwin Poell (* 1930),  Grafikdesigner
- Oswald Poetzelberger (1893–1966), Maler und Illustrator
- Charlotte Posenenske (1930–1985),  Malerin, Bildhauerin und Bühnenbildnerin
- Olaf Probst (* 1962), Konzeptkünstler
- Paola Beate von Pückler (Beate von Lüttwitz) (1929–2011), Kunstdozentin, Meditationslehrerin, zuletzt Ziegenwirtin in Andalusien[5]
- Thomas Putze (* 1968), Bildhauer und Performancekünstler

### R
- Erna Raabe von Holzhausen (1882–1938), Malerin, Grafikerin
- Walter Rabe (1936–2021),  Zeichner, Grafiker und Hochschulprofessor
- Sieger Ragg (1942–2010),  Maler
- Lilo Ramdohr (1913–2013),  Malerin
- Markus Matthias Rapp (* 1955), Bildhauer
- Lilo Rasch-Naegele (1914–1978),  Malerin, Grafikerin und Illustratorin
- Thomas Raschke (* 1961), Bildhauer, Goldschmied und Messermacher
- Heine Rath (1873–1920),  Holzschneider, Radierer und Hochschullehrer
- Ernst Rau (1839–1875),  Bildhauer
- Konrad Raum (1917–2008), Landschaftsmaler, Zeichner und Graphiker
- Ekkehart Rautenstrauch (1941–2012),  Bildhauer, Filmemacher, Fotograf und Hochschullehrer (Frankreich)
- Otto Rauth (1862–1922),  Maler
- Else Raydt (1883–1931), Malerin, Grafikerin und Kunstgewerblerin
- Paul Reich (1925–2009),  Bildhauer
- Paul Reichle (1900–1981),  Maler, Designer und Farbberater
- Dorkas Reinacher-Härlin (1885–1968),  Keramikerin
- Imre Reiner (1900–1987), ungarisch-schweizerischer Maler und Grafiker, Überlebender des Holocaust
- Ernst Otto Reiniger (1841–1873), Landschaftsmaler
- Otto Reiniger (1863–1909),  Maler
- Clara Rettich (1860–1916), Malerin
- Regina Relang (1906–1989), Modefotografin
- Walter Rempp (* 1941),  Bildhauer
- Hans Retzbach (* 1976), Kunstbildhauer
- Anselm Reyle (* 1970), Maler, Zeichner, Hochschulprofessor
- Georg Emil Rheineck (1848–1916),  Bildhauer
- Luisa Richter (1928–2015), deutsch-venezolanische Malerin und Grafikerin
- Henriette Riederer (1941–2003),  Malerin, Zeichnerin und Objektkünstlerin
- Gert Riel (* 1941),  Bildhauer
- Irmela Röck (* 1937),  Malerin
- Peter Römpert (1944–2022), Bildhauer und Holzschneider
- Wilhelm Rösch (1850–1893),  Bildhauer
- Margot Rößler (1907–1991), Glaskünstlerin
- Herta Rössle (1906–1991), Malerin, Grafikerin
- rosalie (1953–2017),  Bühnenbildnerin, Malerin und Hochschulprofessorin
- Fritz-Dieter Rothacker (1938–2001),  Grafikdesigner und Hochschulprofessor
- Dieter Ruckhaberle (1938–2018),  Maler, Grafiker und Kunstvermittler
- Clara Rühle (1885–1947),  Malerin
- Fritz Ruoff (1906–1986),  Bildhauer und Maler
- Thomas Ruppel (* 1960),  Maler, Grafiker und Hochschullehrer
- Wilhelm Hugo Rupprecht (1881–1970),  Maler und Radierer

### S
- Adolf Saile (1905–1994),  Glasmaler
- Hans Daniel Sailer (1948–2021),  Bildhauer
- Volker Sammet (* 1941),  Maler und Grafiker
- Karin Sander (* 1957),  Konzeptkünstlerin und Hochschulprofessorin
- Else Sapatka-Hartmann (1872–1945), Malerin und Kunstgewerblerin
- Malte Sartorius (1933–2017),  Maler, Grafiker und Hochschulprofessor
- Franziska Sarwey (1900–1976), Bildhauerin und Kunsthistorikerin
- Ursula Sax (* 1935),  Bildhauerin und Hochschulprofessorin
- Anni Schaad (1911–1988),  Schmuckgestalterin
- Peter Schaden (* 1941),  Maler, Grafiker (Siebdrucker)
- Hans-Tewes Schadwinkel (1937–2024),  Bildhauer und Autor
- Edmund Schaefer (1880–1959),  Maler, Grafiker und Hochschulprofessor
- Wilhelm Schäffer (1891–1976), Maler
- Ingeborg Schäffler-Wolf (1928–2015),  Teppichweberin
- Georg Schaible (1907–2007), Maler und Grafiker
- Volker Schaible (* 1953),  Restaurator und Hochschulprofessor
- Luitgard Schall (1928–1990), Bildhauerin
- Käte Schaller-Härlin (1877–1973),  Malerin
- Harald Schaub (1917–1991),  Maler
- Otto Schauer (1923–1985),  Maler
- Roland Schauls (* 1953), luxemburgischer Maler
- Philipp Jakob Scheffauer (1756–1808),  Bildhauer und Hochschulprofessor
- Christoff Schellenberger (1924–2011),  Kunstpädagoge und Hochschulprofessor
- Alois Schenk (1888–1949), Kirchenmaler
- Reinhard Scherer (* 1948),  Bildhauer
- Winfried Scheuer (* 1952),  Industrial Designer und Hochschulprofessor
- Christian Scheufele (1884–1915), Bildhauer
- Christian Gottlieb Schick (1776–1812),  Maler
- Karl Schickhardt (1866–1933),  Maler
- Ulrich Schießl (1948–2011),  Restaurator, Kunsthistoriker und Hochschulprofessor
- Hans K. Schlegel (* 1923),  Maler und Hochschulprofessor
- Gustav Schleicher (1887–1973),  Architekt, Maler und Zeichner
- Oskar Schlemmer (1888–1943),  Maler, Bildhauer, Bühnenbildner und Hochschulprofessor, Mitbegründer der Stuttgarter „Üecht-Gruppe“ (1919)
- Rudolf Schlichter (1890–1955),  Maler und Zeichner
- Horst Peter Schlotter (* 1949),  Maler, Bildhauer und Objektkünstler
- Jakob Christian Schlotterbeck (1757–1811),  Maler, Kupferstecher und Hochschullehrer
- Martin Bruno Schmid (* 1970), Skulpturen, Installationen. Zeichnungen, Kunst am Bau
- Eugen Schmid-Korb (1910–2009),  Maler und Grafiker
- Leonhard Schmidt (1892–1978),  Maler
- Wolfgang Schmidt (1929–1995), Grafikdesigner, Typograf und Hochschullehrer
- August Ludwig Schmitt (1882–1936), Maler, Gründer (unter Mitwirkung von Adolf Hölzel) der „Freien Kunstschule Stuttgart“
- Ernst Schmitz (1859–1917), Genre- und Bildnismaler
- Max Schmitz (* 1936),  Bildhauer
- Paul Schmohl (1870–1946),  Architekt, Direktor der Baugewerkeschule in Stuttgart
- Adolf G. Schneck (1883–1971),  Architekt, Innenarchitekt, Möbelentwerfer, Fachautor, Hochschullehrer und stellvertr. Direktor (Staatliche Akademie der Bildenden Künste Stuttgart)
- Theodor Schnitzer (1866–1939),  Maler
- Barbara Schober (* 1958), Intermediales Gestalten
- Peter Jakob Schober (1897–1983),  Maler
- Günter Schöllkopf (1935–1979),  Maler und Grafiker
- Dietrich Schön (* 1954),  Bildhauer und Grafiker
- Erwin Schoettle (1899–1976),  Buchdrucker, Verleger und Politiker, Ehrenbürger der Stadt Stuttgart
- Gustav Schopf (1899–1987),  Maler
- Hanne Schorp-Pflumm (1921–1990),  Bildhauerin
- Gustav Schraegle (1867–1925),  Maler
- Hans Schreiner (1930–2023),  Maler
- Rudolf Schricker (* 1955), Innenarchitekt, Designer, Hochschullehrer und Publizist
- Hans Schrötter von Kristelli (1891–1965), Maler und Illustrator
- Herwig Schubert (1926–2019),  Maler, Grafiker und Hochschulprofessor
- Peter Schubert (1929–2021),  Maler
- Ilse Schüle (1903–1997),  Buch- und Schriftgestalterin
- Otfried Schütz (* 1935),  Kunstpädagoge und Hochschulprofessor
- Theodor Schüz (1830–1900),  Maler
- Helmut Schuster (1939–2010),  Maler, Glasgestalter und Hochschulprofessor
- Eugen Schwab (1892–1965), Bildhauer
- Maria Schwab-Hasse (1909–1988), Malerin, Grafikerin, Kunsthandwerkerin
- Günther Schwannecke (1934–1992),  Maler und Grafiker, Opfer rechtsradikaler Gewalt
- Hannes Schwarz (1926–2014), österreichischer Maler
- Fritz Schwegler (1935–2014),  Maler, Zeichner, Bildhauer, Schriftsteller, Musiker und Hochschulprofessor
- Manfred Schweiss (* 1940), Maler, Bildhauer, Zeichner, Designer, Architekt und Hochschulprofessor
- Johann Baptist Seele (1774–1814),  Maler und Grafiker
- Karl-Henning Seemann (1934–2023),  Bildhauer, Zeichner und Hochschulprofessor
- Peter Sehringer (* 1958),  Maler
- Fritz Seitz (1926–2017),  Maler, Zeichner und Hochschulprofessor
- Raphael Seitz (1957–2015),  Glasgestalter
- Adolf Senglaub (1873–?), Maler
- Franz Sequenc (1938–2005),  Maler und Grafiker
- Heinrich Seufferheld (1866–1940),  Zeichner, Maler, Radierer und Hochschulprofessor
- August Seyffer (1774–1845),  Kupferstecher, Zeichner und Maler
- Claude Shade (1953–2015), Fotodesigner
- Abi Shek (* 1965), israelischer Bildhauer und Grafiker
- Willi Siber (* 1949),  Bildhauer und Grafiker
- Christa Siebenrok (1926–1987), Objektkünstlerin
- Friedrich Sieber (1925–2002),  Maler
- Reinhard Siecke (* 1939), Bildhauer
- Curt Siegel (1881–1950), Bildhauer
- Marie Sieger-Polack (1886–1970), Malerin
- Theo Siegle (1902–1973),  Bildhauer und Professor an einer Werkkunstschule
- Karl Sigrist (1885–1986), Maler, Grafiker und Buchillustrator
- Adolf Silberberger (1922–2005),  Maler und Grafiker
- Hermann Sohn (1895–1971),  Maler und Hochschulprofessor
- Michael Soltau (* 1953),  Medienkünstler und Hochschulprofessor
- Rose Sommer-Leypold (1909–2003),  Malerin
- Johann Valentin Sonnenschein (1749–1828),  Bildhauer, Stuckateur und Maler
- August Specht (1849–1923),  Tiermaler
- Friedrich Specht (1839–1909),  Tiermaler, Bildhauer und Lithograf
- Otto Speidel (1896–1968), Maler, Grafiker und Restaurator
- Rudolf (Rudo) Spemann (1905–1947),  Schriftkünstler
- Christian Speyer (1855–1929), Maler und Hochschulprofessor
- Hans Spiegel (1894–1966), Maler, Hochschulprofessor und -direktor
- Wolf Spies (* 1947),  Maler, Grafiker, Objektkünstler
- Erwin Spuler (1906–1964),  Maler, Keramiker, Grafiker, Plastiker und Filmemacher
- Gisela Sprenger-Schoch (* 1947),  Malerin, Kunstpädagogin und Kunstschulleiterin
- Walter Squarise (1902–1977), Schweizer Bildhauer, Mosaizist, Zeichner und Holzschneider
- Peter Staechelin (1931–2004),  Maler und Hochschulprofessor
- Eugen Stammbach (1876–1966),  Maler
- Constantin Starck (1866–1939), Bildhauer, Medailleur
- Oskar Stark (* 1930),  Grafikdesigner
- Erwin Starker (1872–1938),  Maler
- Richard Steiff (1877–1939),  Spielzeugentwerfer und Erfinder, Planer und Erbauer eines richtungsweisenden Fabrikgebäudes, Geschäftsmann
- Ernst Steinacker (1919–2008),  Bildhauer
- Peter Steiner (1926–2025), Grafikdesigner und Hochschulprofessor
- Hannes Steinert (* 1954),  Maler
- Fritz Stelzer (1905–1968),  Grafiker und Buchillustrator
- Hermann Stemmler (1893–1918),  Maler und Grafiker
- Dietlinde Stengelin (* 1940),  Malerin
- Hermann Stenner (1891–1914),  Maler und Grafiker
- Grete Stern (1904–1999),  Fotografin und Designerin, Überlebende des Holocaust
- Gunther Stilling (1943–2024),  Bildhauer und Hochschulprofessor
- Karl Stirner (1882–1943),  Maler, Illustrator und Schriftsteller
- Georg Alfred Stockburger (1907–1986),  Maler des Expressionismus und Arzt
- Daniel Stocker (1865–1957),  Bildhauer
- Hans Gottfried von Stockhausen (1920–2010),  Glasmaler, Maler, Zeichner und Hochschulprofessor
- Norbert Stockhus (* 1948),  Maler und Grafiker
- Bernd Stöcker (* 1952),  Bildhauer und Zeichner
- Paul Stotz (1850–1899),  Bronzegießer und Leiter einer kunstgewerblichen Werkstätte
- Julie Strathmeyer-Wertz (1898–1989), Malerin, Grafikerin
- René Straub (* 1947), Konzeptkünstler
- Rolf E. Straub (1920–2011),  Restaurator und Hochschulprofessor
- William Straube (1871–1954),  Maler
- Paula Straus (1894–1943),  Goldschmiedin und Designerin, Opfer des Holocaust
- Walter Strich-Chapell (1877–1960),  Maler
- Markus F. Strieder (* 1961),  Bildhauer
- Helmut Stromsky (1941–2019), Bildhauer
- Auwi Stübbe (* 1941),  Innenarchitekt, Designer und Hochschulprofessor
- Armin Subke (* 1965),  Maler und Grafiker
- Otto Sudrow (* 1941),  Designer
- Yi Sun (* 1975), chinesische Glasgestalterin
- Hermann Zwi Szajer (* 1948), deutsch-israelischer Maler, Zeichner, Fotograf
- Sam Szembek (* 1953),  Maler und Grafiker

### T
- Gerhard Tagwerker (* 1932), Bildhauer und Jazzmusiker
- Rüdiger Tamschick (* 1942),  Maler und Bühnenbildner
- Ohannes Tapyuli (* 1944), Maler, Hochschullehrer
- Kurt Tassotti (* 1948), Bildhauer
- Ilse Teipelke (* 1946), Mixed Media
- Julie Textor (1848–1923), Malerin
- Paul Thalheimer (1884–1948), Maler und Grafiker
- Andreas Theurer (* 1956),  Bildhauer und Hochschulprofessor
- Wolfgang Thiel (* 1951),  Bildhauer
- Heinz Thielen (* 1956),  Maler
- Margret Thomann-Hegner (1911–2005),  Malerin und Grafikerin
- Jan Peter Thorbecke (* 1942),  Maler, Zeichner und Grafiker
- Nikolaus Friedrich von Thouret (1767–1845),  Architekt, Maler und Kunstschulprofessor
- Friedrich Thuma (1873–1963), Bildhauer und Maler
- Alfred Tilp (1932–2006),  Grafikdesigner und Hochschulprofessor
- Wawrzyniec Tokarski (* 1968), polnischer Maler und Grafiker
- Günther Tomczak (* 1947), Maler und Glasgestalter
- A. D. Trantenroth (1940–2019), Bildhauer
- Ludwig Traub (1844–1898), Maler und Grafiker
- Jan Peter Tripp (* 1945), Maler und Grafiker
- Georg Trump (1896–1985), Typograf, Buchgestalter und Hochschulprofessor
- Irenäus Tybel (* 1963), polnisch-deutscher Maler, Grafiker und Kurator
- K. H. Türk (1928–2001), Bildhauer und Hochschulrektor
- Yildiz Tüzün (1932–2021), Bildhauerin, Objektkünstlerin

### U
- Gerhard Uhlig (1924–2015), Maler, Grafiker, Fotograf und Kunstdidaktiker
- Helmuth Uhrig (1906–1979),  Bildhauer, Maler, Glasmaler und Mosaikkünstler
- Albrecht von Urach (1903–1969), Künstler, Kriegsautor, Journalist und Diplomat
- Dieter Urban (* 1938),  Kommunikationsdesigner und Hochschulprofessor

### V
- Otto Valentien (1897–1987),  Garten- und Landschaftsarchitekt, Maler, Grafiker und Autor
- Sepp Vees (1908–1989),  Maler
- Albrecht Vogel (1946–2016),  Grafiker und Hochschullehrer
- Albert Volk (1882–1982),  Maler, Grafiker und Bildhauer
- Alfred Vollmar (1893–1980), Maler, Zeichner und Grafiker
- Manfred Vorreiter (1943–2017), Grafiker, Maler, Illustrator, Chemigraph
- Arno Votteler (1929–2020),  Innenarchitekt, Möbeldesigner und Hochschulprofessor

### W
- Eberhard von Wächter (1762–1852),  Maler
- Daniel Wagenblast (* 1963),  Bildhauer
- Theodor Wagner (1800–1880), Bildhauer und Hochschulprofessor
- Alfred Wais (1905–1988),  Maler und Grafiker
- Olga Waldschmidt (1898–1972),  Bildhauerin, Grafikerin, Malerin und Mosaizistin
- Claude Wall (* 1951),  Maler
- Karl Hans Walter (1911–1999), Grafiker, Zeichner, Schriftgestalter, Hochschullehrer und -präsident
- Sylvia Wanke (* 1952),  Bildhauerin, Szenografin und Hochschullehrerin
- Ernst Wanner (1917–2002), Maler
- Klaus Waschk (* 1941),  Zeichner, Buchillustrator und Hochschulprofessor
- Doris Waschk-Balz (1942–2025),  Bildhauerin und Medailleurin
- Raimund Wäschle (1956–2019),  Maler und Grafiker
- Jürgen Weber (1928–2007),  Bildhauer und Hochschulprofessor
- Vincent Weber (1902–1990),  Maler, Werkkunstschullehrer und -direktor
- Heidemarie von Wedel (* 1948),  Fotografin und Hochschulprofessorin
- Kurt Weidemann (1922–2011),  Grafikdesigner und Hochschulprofessor
- Angelika Weingardt (* 1965),  Glasgestalterin
- Emil Rudolf Weiß (1875–1942), Typograf, Grafiker, Maler, Hochschulprofessor und Dichter
- Gabi Weiß (* 1960),  Glasgestalterin
- Ladislaus Weiss (1946–2020), Maler
- Karl Ludwig Weisser (1823–1879),  Lithograf, Kunstgelehrter und Hochschulprofessor
- Uli Weitz (* 1950),  Kunstpädagoge, promovierter Historiker, Kunstvermittler (Initiator der musealen „Stuttgart 21“-Bauzaun-Präsentation)
- Pablo Wendel (* 1980),  Konzept- und Videokünstler
- Herbert Wentscher (* 1951),  Maler, Videokünstler und Hochschulprofessor
- Wolfgang Werkmeister (* 1941),  Grafiker
- Theodor Werner (1886–1969),  Maler
- Hans Wesely (1930–1987),  Maler
- Simone Westerwinter (* 1960),  Konzeptkünstlerin
- Gertrud Angelika Wetzel (1934–2011),  Bildhauerin
- Marcus Wichmann (* 1968),  Kommunikationsdesigner und Hochschulprofessor
- Oscar Wichtendahl (1860–1933),  Maler
- Alfred Wickenburg (1885–1978), österreichischer Maler und Grafiker
- Gudrun Irene Widmann (1919–2011), Malerin, Grafikerin
- Gert Wiedmaier (* 1961). Fotografie, Malerei, Druckgrafik
- Willy Wiedmann (1929–2013), Maler, Kirchenmaler, Bildhauer, Musiker, Komponist, Schriftsteller, Galerist
- Sally Wiest (1866–1952), Malerin
- Heinrich Wildemann (1904–1964),  Maler, Grafiker und Hochschulprofessor
- Ludwig Wilding (1927–2010),  Maler, Objektkünstler und Hochschulprofessor
- Brigitte Wilhelm (* 1939), Bildhauerin
- Hans Peter Willberg (1930–2003),  Typograf, Buchgestalter und Hochschulprofessor
- Ben Willikens (* 1939),  Maler, Hochschulprofessor und -rektor (Akademie der Bildenden Künste München)
- Fritz Wimmer (1879–1960),  Maler
- Detlef Winter (1929–2010), Maler, Grafiker, Lithograph und Bühnenbildner
- Georg Winter (* 1962),  Bildhauer und Hochschulprofessor
- Richard Winternitz (1861–1929), Maler und Hochschulprofessor
- Konrad Winzer (* 1955),  Bildhauer
- Josef Alfons Wirth (1887–1916),  Maler und Grafiker
- Horst Wöhrle (* 1941),  Grafikdesigner, Autor und Hochschullehrer
- Eugen Wolff-Filseck (1873–1937), Maler und Zeichner
- Valentin Wormbs (* 1960),  Fotograf und Hochschullehrer
- Walter Wörn (1901–1963),  Maler
- Wolf Wrisch (1944–2009),  Maler, Kunstpädagoge, Hochschulprofessor und Autor
- Christian Wulffen (* 1954),  Künstler und Professor (Cleveland Institute of Art)

### Y
- Ernst Yelin (1900–1991),  Bildhauer
- Rudolf Yelin d. Ä. (1864–1940),  Maler und Glasmaler
- Rudolf Yelin d. J. (1902–1991),  Maler, Glasmaler, Hochschulprofessor und -rektor (Staatliche Akademie der Bildenden Künste Stuttgart)

### Z
- Camilla Zach-Dorn (1859–1951), Malerin
- Johannes Zahlten (1938–2010),  Kunsthistoriker und Hochschulprofessor
- Christian Zais (1770–1820),  Architekt
- Andrea Zaumseil (* 1957),  Bildhauerin und Hochschulprofessorin
- Ulrich Zeh (1946–2022),  Maler, Grafiker und Kunstpädagoge
- Xianwei Zhu (* 1971), chinesischer Maler
- Dorothee Ziegler (1945–2012), Malerin
- Friedrich Zimmermann (* 1951), Bildhauer, Maler
- Peter Zimmermann (* 1956), Maler, Bildhauer, Objektkünstler und Hochschullehrer
- Eva Zippel (1925–2013),  Bildhauerin
- Fritz Zolnhofer (1896–1965),  Maler und Grafiker
- Heinrich von Zügel (1850–1941),  Maler
- Oscar Zügel (1892–1968),  Maler
- Friedrich Zundel (1875–1948),  Maler, Bauer und Mäzen

## Ehrenmitglieder/Ehrensenatoren der Akademie

### Ehrenmitglieder derAcadémie des Arts
- Anna Dorothea Therbusch (1762)
- Albrecht Jakob von Bühler (Commissaire Général der Académie des Arts) (?)
- Balthasar Haug (1768)

### Ehrenmitglieder derABK-Stuttgart(Ernennungszeitraum 1942–1999)
- Bernhard Pankok (1942)
- Adolf G. Schneck (1950)
- Alfred Lörcher (1950)
- F. H. Ernst Schneidler (1952)
- Hans Meid (1953)
- Erwin Hoffmann (1957)
- Max Burk (1957)
- Emil Buschle (1957)
- Carl Keidel (1957)
- Walter Krais (1957)
- Emil Kühn (1957)
- Paul Rieger (1957)
- Hermann Brachert (1960)
- Arthur Burkhardt (1962)
- Helmut Fausel (1962)
- Willy Häussler (1962)
- Manfred Henninger (1962)
- Karl Hils (1962)
- Josef Hirn (1962)
- Ida Kerkovius (1962)
- Horst Linde (1962)
- Friedrich Müller (1962)
- Rolf Nesch (1962)
- Karl Rössing (1962)
- Rudolf Schnellbach (1962)
- Karl Schwend (1962)
- Hermann Sohn (1962)
- Wilhelm Wagenfeld (1962)
- Hans Weitpert (1962)
- Theodor Werner (1962)
- Konrad Wittwer (1962)
- Fritz Helmstädter (1964)
- Peter Otto Heim (1965)
- Ernst Stemmer (1965)
- Alexander Koch (Verleger) (1966)
- Josef Alfons Thuma (1966)
- Walter Gropius (1968)
- Rudolf Daudert (1974)
- Wolf Donndorf (1974)
- Karl Schmidt-Rottluff (1974)
- Erich Mönch (1975)
- Walter Cantz (1975)
- Hannes Neuner (1976)
- Walter Brudi (1976)
- Rudolf Yelin (1976)
- Fritz Ruoff (1977)
- Camille Graeser (1977)
- Herbert Hirche (1977)
- Werner Fleischhauer (1978)
- Heinrich Löffelhardt (1978)
- Hans-Peter Haas (1979)
- Hans Frank (Fachschulrat) (1979)
- Jürgen Hahn (1979)
- Gunter Böhmer (1980)
- Hans Warnecke (1980)
- Karl-Heinz Venzky (1981)
- Eugen Funk (1981)
- Walter Reiser (1981)
- Erwin Heinle (1981)
- Hugo Peters (1981)
- Hans Fegers (1981)
- Mia Seeger (1981)
- Ernst Josef Auer (1981)
- Oswald Oberhuber (1982)
- Oskar Emmenegger (1982)
- Gunther Thiem (1982)
- Bodo Rasch (1983)
- Hanns Model (1983)
- Alfred Roth (1984)
- Kurt Leonhard (1985)
- Karl Reuss (1987)
- Herta-Maria Witzemann (1988)
- Günther Wirth (Kunstkritiker) (1993)
- Hans Gottfried von Stockhausen (1995)
- Jung Do-Jun (1999)

### Ehrensenatoren (Ernennungszeitraum 2004 bis heute)
- Oskar Emmenegger (2004)
- Jung Do-Jun (2004)
- Wolfgang Kermer (2004)
- Matthias Kleinert (2004)
- Horst Linde (2004)
- Oswald Oberhuber (2004)
- Hugo Peters (2004)
- Mircea Spartaru (2004)
- Hans Gottfried von Stockhausen (2004)
- Gunther Thiem (2004)
- Günther Wirth (Kunstkritiker) (2004)
- Gerd Hatje (2006)
- Kurt Weidemann (2006)
- Felicitas Baumeister (2010)

## Wider das Vergessen
Absolventinnen der Stuttgarter Kunstlehranstalten, die unter dem NS-Regime ermordet wurden:
- Carry van Biema (1881–1942), Malerin, Kunstlehrerin und -theoretikerin, Kreis um Adolf Hölzel
- Alice Haarburger (1891–1942), Malerin (gehörte dem ersten Deportationszug mit Juden aus Württemberg und Hohenzollern an, der in unmittelbarer Nachbarschaft zur ehemaligen Kunstgewerbeschule (heute Akademie) den Stuttgarter Killesberg Richtung Riga in den Tod verließ)
- Maria Lemmé (1880–1943), Malerin
- Käthe Loewenthal (1878–1942), Malerin
- Paula Straus (1894–1943), Goldschmiedin, zeitweilig Mitarbeiterin von Paul Haustein an der Kunstgewerbeschule und als Entwerferin für die Silberwarenfabrik Peter Bruckmann & Söhne, Heilbronn a. N., tätig
- Marianne Weil (1909–1942), Malerin, 1935 Teilnahme an der Kunstausstellung der Stuttgarter Jüdischen Kunstgemeinschaft in den Räumen der Stuttgart-Loge, Studium an einer der Stuttgarter Kunstlehranstalten ungeklärt

Künstlerinnen, die 1935 und/oder 1937 an den Jüdischen Kunstausstellungen in den Räumen der Stuttgart-Loge beteiligt waren, vermutlich an den Stuttgarter Kunstlehranstalten studiert haben und deren Schicksal unbekannt ist:
- Ly Bernheimer
- Hilde Brandt
- Trude Munk
- Else Samuel

Absolventen der Stuttgarter Kunstlehranstalten, die den Holocaust überlebt haben:
- Ellen Auerbach (1906–2004)
- Erwin Broner (1898–1971)
- Dina Cymbalist (1907–1989)
- Paul Elsas (1896–1981)
- Hermann Fechenbach (1897–1986)
- Margarethe Garthe (1891–1976), Studium an einer der Stuttgarter Kunstlehranstalten ungeklärt
- Liselotte Grschebina (1908–1994)
- Boris Grünwald (1933–2014)
- Elli Heimann (1891–1966), Studium an einer der Stuttgarter Kunstlehranstalten ungeklärt
- Lily Hildebrandt (1887–1974)
- Erich Kahn (1904–1980)
- Hermann Kahn (Aharon Kahana) (1905–1967)
- Ignaz Kaufmann (1885–1975)
- Susan Kozma-Orlay (1913–2008)
- Frans Krajcberg (1921–2017)
- Klara Neuburger (1882–1945)
- Charlotte Posenenske (1930–1985)
- Imre Reiner (1900–1987)
- Grete Stern (1904–1999)